# Alfonso Yáñez
Pour les articles homonymes, voir Yáñez.
Alfonso Orlando Yáñez Ramírez, né à Callao au Pérou le 20 mars 1970, est un footballeur péruvien qui jouait au poste de milieu de terrain.

## Biographie

### Carrière en club
Surnommé Puchungo Yáñez, il est formé à l'Universitario de Deportes où il fait ses débuts professionnels en 1987. Il remporte le championnat du Pérou à trois reprises avec l'Universitario en 1987, 1990 et 1992.
Il a également l'occasion de jouer à l'Alianza Lima, le grand rival de l'Universitario, entre 1998 et 1999. Au niveau international, il dispute 22 matchs de Copa Libertadores (14 avec l'Universitario et 8 avec l'Alianza) inscrivant trois buts dans la compétition.
En dehors du Pérou, il joue à l'Al-Ittihad, en Arabie saoudite, où il est sacré champion lors de la saison 1996-97. Il connaît d'autres expériences à l'étranger : Querétaro FC au Mexique, Deportivo Saprissa au Costa Rica et SV Dakota en Aruba, dernier club où il raccroche les crampons en 2003.

### Carrière en équipe nationale
International péruvien, Alfonso Yáñez compte 13 sélections entre 1989 et 1991. Il joue la Copa América 1991 au Chili où il marque son seul but international sur pénalty face à l'Argentine lors du 1er tour (défaite 2-3).

## Palmarès
| Universitario de Deportes - Championnat du Pérou (3) : - Champion : 1987, 1990 et 1992. |  | Al-Ittihad - Championnat d'Arabie saoudite (1) : - Champion : 1997. - Coupe d'Arabie saoudite (1) : - Vainqueur : 1997. - Coupe de la Fédération (1) : - Vainqueur : 1997. |